# Filo
El filo (phylum, plural phyla) (también denominado tronco o tipo de organización) es una categoría en taxonomía situada entre el reino y la clase. Es usada en los reinos Animalia y Protista, y en los dominios Bacteria y Archaea. En botánica (reino Plantae) y en micología (reino Fungi), se empleaba el término división en lugar de filo, siendo ambos términos equivalentes, hasta que en 1993 el Código Internacional de Nomenclatura para Algas, Hongos y Plantas aceptó la designación «filo». Las investigaciones actuales buscan descubrir las relaciones entre los filos que están dentro de clados más grandes como los Ecdysozoa y los Embryophyta. No existe una definición precisa de filo a nivel filogenético que esté universalmente aceptada, por lo que interviene el criterio de cada taxónomo.

## Descripción general
El término phylum fue acuñado en 1866 por Ernst Haeckel a partir del griego phylon (φῦλον, "raza, estirpe"), relacionado con phyle (φυλή, "tribu, clan"). Haeckel observó que las especies evolucionaban constantemente hacia nuevas especies que parecían conservar pocos rasgos consistentes entre sí y, por tanto, pocos rasgos que las distinguieran como grupo ("una unidad autocontenida").  "Wohl aber ist eine solche reale und vollkommen abgeschlossene Einheit die Summe aller Species, welche aus einer und derselben gemeinschaftlichen Stammform allmählig sich entwickelt haben, wie z. B. alle Wirbelthiere.  Diese Summe nennen wir Stamm (Phylon)" que se traduce como: Sin embargo, tal vez una unidad real y completamente autónoma sea el conjunto de todas las especies que han evolucionado gradualmente a partir de una misma forma original común, como, por ejemplo, todos los vertebrados.  Llamamos a este agregado [a] Stamm [es decir, raza] (Phylon). En  taxonomía vegetal, August W. Eichler (1883) clasificó las plantas en cinco grupos denominados divisiones, término que sigue en uso hoy en día para grupos de plantas, algas y hongos.
Las definiciones de los phyla zoológicos han cambiado desde sus orígenes en las seis clases de Linnaean y los cuatro embranchements de Georges Cuvier.
Informalmente, los phyla pueden considerarse agrupaciones de organismos basadas en la especialización general del plan corporal. En su forma más básica, un filo puede definirse de dos maneras: como un grupo de organismos con un cierto grado de similitud morfológica o de desarrollo (la definición fenética), o un grupo de organismos con un cierto grado de parentesco evolutivo (la definición filogenética). Intentar definir un nivel de la jerarquía linneana sin referirse al parentesco (evolutivo) es insatisfactorio, pero una definición fenética es útil cuando se abordan cuestiones de naturaleza morfológica -como el éxito que tuvieron los diferentes planes corporales.[cita requerida]

### Definición basada en la relación genética

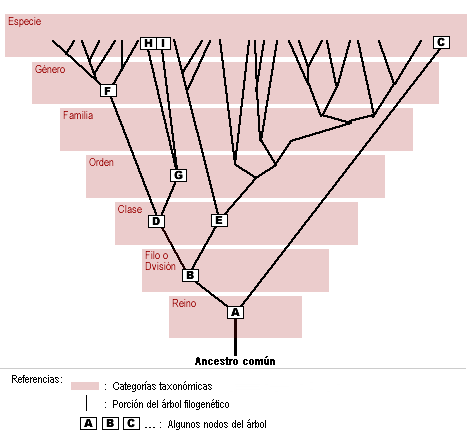
La taxonomía decide qué nodos del árbol filogenético (clados) se convertirán en taxones y en qué categorías taxonómicas deberían ser ubicados.

La medida objetiva más importante en las definiciones anteriores es el "cierto grado" que define cómo los diferentes organismos deben ser miembros de diferentes filos. El requisito mínimo es que todos los organismos de un filo estén claramente más emparentados entre sí que con cualquier otro grupo. Incluso esto es problemático porque el requisito depende del conocimiento de las relaciones de los organismos: a medida que disponemos de más datos, sobre todo de estudios moleculares, podemos determinar mejor las relaciones entre grupos. Así, los filos pueden fusionarse o dividirse si resulta evidente que están relacionados entre sí o no. Por ejemplo, los gusanos barbudos se describieron como un nuevo filo (los Pogonophora) a mediados del siglo XX, pero el trabajo molecular casi medio siglo después descubrió que eran un grupo de anélidos, por lo que los filos se fusionaron (los gusanos barbudos son ahora una familia de anélidos). Por otro lado, el filo altamente parasitario Mesozoa se dividió en dos taxones (Orthonectida y Dicyemida) cuando se descubrió que los Orthonectida son probablemente anélidos y los Dicyemida lofotrocozoos.
Esta mutabilidad de los filos ha llevado a algunos biólogos a pedir que se abandone el concepto de phylum en favor de la colocación de los taxones en clades sin ninguna clasificación formal del tamaño del grupo.

### Definición basada en el plan corporal
Los paleontólogos Graham Budd y Sören Jensen propusieron una definición de filo basada en el plan corporal (como había hecho Haeckel un siglo antes). La definición se planteó porque los organismos extinguidos son los más difíciles de clasificar: pueden ser vástagos que divergieron de la línea de un filo antes de que se adquirieran todos los caracteres que definen el filo moderno. Según la definición de Budd y Jensen, un filo se define por un conjunto de caracteres compartidos por todos sus representantes vivos.
Este enfoque plantea algunos pequeños problemas: por ejemplo, algunos miembros de un filo pueden haber perdido caracteres ancestrales comunes a la mayoría de sus miembros. Además, esta definición se basa en un momento arbitrario: el presente. Sin embargo, como se basa en caracteres, es fácil de aplicar al registro fósil. Un problema mayor es que se basa en una decisión subjetiva sobre qué grupos de organismos deben considerarse filos.
El enfoque es útil porque facilita la clasificación de organismos extintos como " grupo madre" de los filos con los que guardan mayor parecido, basándose únicamente en las similitudes taxonómicamente importantes. Sin embargo, demostrar que un fósil pertenece al  grupo de la corona de un filo es difícil, ya que debe mostrar un carácter exclusivo de un subconjunto del grupo de la corona. Además, los organismos del grupo del tallo de un filo pueden poseer el "plan corporal" del filo sin todas las características necesarias para pertenecer a él. Esto debilita la idea de que cada uno de los filos representa un plan corporal distinto.
Una clasificación que utilice esta definición puede verse muy afectada por la supervivencia fortuita de grupos raros, lo que puede hacer que un filo sea mucho más diverso de lo que sería de otro modo.

## Niveles de clasificación
Al igual que ocurre con otros niveles en la taxonomía de los seres vivos, y debido a la necesidad de que las clasificaciones reflejen con la mayor fidelidad posible la filogenia, varios filos pueden agruparse en superfilos, y los individuos de un filo puede organizarse en subfilos (y estos a su vez en infrafilos).
Niveles de clasificación (de general a concreto):
| Niveles de clasificación                                                                      | Ejemplo       |
| --------------------------------------------------------------------------------------------- | ------------- |
| Reino                                                                                         | Animalia      |
| Subreino                                                                                      | Eumetazoa     |
| Superfilo o superdivisión (Superphylum, Superdivisio)                                         | Ecdysozoa     |
| Filo o División (Phylum, Divisio)                                                             | Arthropoda    |
| Subfilo o subdivisión (Subphylum, Subdivisio) Infrafilo (Infraphylum) Microfilo (Microphylum) | Chelicerata — |
| Superclase                                                                                    | —             |
| Clase                                                                                         | Arachnida     |

## Filos del reino animal
El filo es la subdivisión básica del reino animal y puede definirse como una agrupación de animales basada en su plan general de organización. Así, animales tan diversos como las almejas, los caracoles o los pulpos pueden agruparse en el filo Mollusca al presentar un plan básico de organización común. 
A pesar de que existen alrededor de 30 filos, la inmensa mayoría de los animales pertenecen a alguno de los 9 filos siguientes: Arthropoda, Mollusca, Porifera, Cnidaria, Platyhelminthes, Nematoda, Annelida, Echinodermata y Chordata. De hecho, más del 80% de las especies animales están incluidas en el filo Arthropoda. Varios filos contienen de una a unos pocos cientos de especies y son prácticamente desconocidos para el gran público.
| Filo            | Significado                            | Nombre común           | Características distintivas                                               | Especies descritas               |
| --------------- | -------------------------------------- | ---------------------- | ------------------------------------------------------------------------- | -------------------------------- |
| Annelida        | Anillos pequeños                       | Anélidos               | Gusanos celomados con el cuerpo segmentado en anillos                     | 17 200                           |
| Arthropoda      | Pies articulados                       | Artrópodos             | Exoesqueleto de quitina y patas articuladas                               | 1 200 000                        |
| Brachiopoda     | Brazos cortos                          | Braquiópodos           | Con lofóforo y concha de dos valvas                                       | 335 actuales y 16 000 extintas   |
| Bryozoa         | Animales musgo                         | Briozoos               | Con lofóforo; filtradores; ano fuera de la corona tentacular              | 5 700                            |
| Chaetognatha    | Mandíbulas espinosas                   | Gusanos flecha         | Con aletas y un par de espinas quitinosas a cada lado de la cabeza        | 100                              |
| Chordata        | Presencia de notocorda                 | Cordados               | Cuerda dorsal o notocordio, al menos en estado embrionario                | 64 788                           |
| Cnidaria        | Ortiga                                 | Cnidarios              | Diblásticos con cnidocitos                                                | 10 000                           |
| Ctenophora      | Portador de peines                     | Ctenóforos             | Diblásticos con coloblastos                                               | 166                              |
| Cycliophora     | Que lleva ruedas                       | Ciclióforos            | Pseudocelomados con boca circular rodeada por pequeños cilios             | 2                                |
| Dicyemida       | Dos embriones                          | Dicemidos              | Parásitos muy simples formados por muy pocas células                      | 70                               |
| Echinodermata   | Piel con espinas                       | Equinodermos           | Simetría pentarradiada, esqueleto externo de piezas calcáreas             | 7 000 actuales y 13 000 extintas |
| Entoprocta      | Ano interior                           | Entoproctos            | Ano incluido en la corona tentacular. No son lofoforados                  | 170                              |
| Gastrotricha    | Estómago de pelo                       | Gastrotricos           | Pseudocelomados, cuerpo con púas, dos tubos caudales adhesivos            | 450                              |
| Gnathostomulida | Boca pequeña con mandíbulas            | Gnatostomúlidos        | Boca con mandíbulas características; intersticiales                       | 80                               |
| Hemichordata    | Con media cuerda                       | Hemicordados           | Deuteróstomos con hendiduras faríngeas y estomocroda                      | 108                              |
| Kinorhyncha     | Trompa en movimiento                   | Quinorrincos           | Pseudocelomados con cabeza retráctil y cuerpo segmentado                  | 150                              |
| Loricifera      | Portador de cota                       | Loricíferos            | Pseudocelomados cubiertos por una especie de cota de malla                | 28                               |
| Micrognathozoa  | Animal con pequeñas mandíbulas         | Micrognatozoos         | Pseudocelomados; mandíbulas complejas; tórax extensible en acordeón       | 1                                |
| Mollusca        | Blando                                 | Moluscos               | Boca con rádula, pie muscular y manto alrededor de la concha              | 93 000                           |
| Nematoda        | Con aspecto de hilo                    | Gusanos redondos       | Gusanos pseudocelomados de sección circular con cutícula quitinosa        | 25 000                           |
| Nematomorpha    | Forma de hilo                          | Nematomorfos           | Gusanos parásitos similares a los nematodos                               | 320                              |
| Nemertea        | Ninfa del mar                          | Nemertinos             | Gusanos celomados con trompa extensible                                   | 1 200                            |
| Onychophora     | Portador de uñas                       | Gusanos aterciopelados | Cuerpo vermiforme con patas provistas de uñas quitinosas apicales         | 165                              |
| Phoronida       | Maestra de Zeus                        | Foronídeos             | Gusanos lofoforados tubícolas; intestino con forma de U                   | 20                               |
| Placozoa        | Animales placa                         | Placozoos              | Animales muy simples, reptantes, con el cuerpo ameboide irregular         | 1                                |
| Platyhelminthes | Gusanos planos                         | Platelmintos           | Gusanos acelomados, ciliados, sin ano; muchos son parásitos               | 20 000                           |
| Porifera        | Portador de poros                      | Esponjas               | Parazoos bentónicos, inmóviles y asimétricos; cuerpo con poros inhalantes | 9 000                            |
| Priapulida      | De Príapo, dios de la mitología griega | Priapúlidos            | Gusanos pseudocelomados con trompa extensible rodeada por papilas         | 16                               |
| Rotifera        | Portador de ruedas                     | Rotíferos              | Pseudocelomados con una corona anterior de cilios                         | 2 200                            |
| Tardígrada      | Paso lento                             | Osos de agua           | Tronco segmentado con cuatro pares de patas con uñas o ventosas           | 1 000                            |
| Xenacoelomorpha | Extraño sin intestino                  | Xenacelomorfos         | Gusanos ciliados acelomados muy simples sin un auténtico intestino        | 465                              |
|                 |                                        |                        |                                                                           | 1 454 000 (aprox.)               |

En estos últimos años, los análisis filogenéticos moleculares están proporcionando una visión significativamente distinta de las relaciones filogenéticas que guardan los filos (y otros rangos taxonómicos de igual magnitud); descartando muchas hipótesis tradicionales que anteriormente se consideraban muy respaldadas por sus respectivos análisis y estudios. En su mayoría, estos nuevos resultados concuerdan con diversos análisis morfológicos y paleontológicos.
Se ha demostrado que los grupos Echiura, Pogonophora, Sipuncula, Orthonectida, Acanthocephala y Myxozoa, en realidad, provienen de otros grupos mayores (filos) de los cuales perdieron ciertas características distintivas llegando a un proceso de simplificación. Aquellos taxones anteriormente considerados filos fueron reclasificados en el árbol filogenético.